# 春 (波提切利)
《春》（Primavera）是意大利画家桑德罗·波提切利创作于1482年的名画。1482年他以诗人波利蒂安歌颂爱神维纳斯的长诗为主题，为美第奇别墅所画。这幅画和《维纳斯的诞生》一起，成为波提切利一生中最著名的两幅画作。现藏于意大利佛罗伦萨的乌菲兹美术馆。

## 人物
画中有六个女性和两个男性，以及丘比特。在画面最右边，西风神仄费洛斯正在绑架仙女克洛里斯。在希腊神话中，克洛里斯最终嫁给了仄费洛斯，成为了春天与花朵的女神。她在罗马神话中对应的角色是佛洛拉，也就是画中克洛里斯左边的人物。
画面的中间披着红色布料的是爱神维纳斯，周围的树枝呈拱门的形状将视线吸引到她身上，在她的头顶一个蒙住眼睛的丘比特将弓箭瞄准她的左边。维纳斯的左边是美惠三女神，她们身着白色的长裙翩翩起舞。在画面的最左边是信使墨丘利，佩戴着头盔和长剑。

## 後世

### 流行文化
- 在BBC電視節目《名作背後》（The Private Life of a Masterpiece）第一季〈文藝復興〉（"Renaissance Masterpieces"）中，其中一集介紹了此畫的來龍去脈。
- 美國作家安·萊絲發表於1998年的小說《少年吸血鬼阿曼德》的初版封面設計採用了此畫的細部。